# 1805 en France
Chronologie de la France
- 1801
- 1802
- 1803
- 1804
- 1805
- 1806
- 1807
- 1808
- 1809

Cette page concerne l'année 1805 du calendrier grégorien.

## Événement
- 2 janvier (12 nivôse an XIII) : Napoléon écrit une lettre au roi d'Angleterre pour lui proposer la paix[1].
- 4 janvier (14 nivôse an XIII) : convention conclue à Paris entre la France et l'Espagne signée par le ministre de la marine Decrès et l'amiral Gravina, ambassadeur d'Espagne à Paris, qui règle le contingent naval à fournir par l'Espagne durant la guerre, soit 32 vaisseaux de ligne[2].
- 14 janvier (24 nivôse an XIII) : une statue de Napoléon législateur sculptée  par Chaudet est inaugurée par les maréchaux Murat et Masséna dans la salle des séances du Corps législatif[3].
- 17 janvier : (27 nivôse an XII) : le corps législatif vote la levée de trente mille conscrits et d'autant de réservistes maintenus dans leurs foyers[4].
- 26 janvier : loi relative au sceau de l’État ; il porte l'empereur assis sur son trône à l'avers, l'aigle impérial couronné, reposant sur la foudre au revers[3].
- 30 janvier : décret impérial portant institution de la grande décoration de la légion-d'honneur[3].

- 1er février : Murat reçoit le titre de prince français, de grand amiral et grand aigle de la Légion d'honneur.
- 4 février (15 pluviôse an XIII) : la numérotation des immeubles est instituée dans les rues de Paris[5].
- 6 février : nouveau tarif des douanes ; augmentation des droits sur le café, le sucre, le cacao, le thé, les objets de luxe, le coton et le fer[3].
- 10 février : Napoléon, devant le Corps législatif, exprime sa volonté de parvenir à une union des peuples européens[3].
- 23 février : le cortège parisien du Bœuf Gras est rétabli[3].

- 1er mars (10 ventôse an XIII) : décret qui attribue le Collège des Quatre Nations à l'Institut de France[3].
- 2 et 21 mars : deux décrets impériaux déclarent nul le mariage de Jérôme Bonaparte avec Elizabeth Patterson[3].
- 6-16 mars : lois des 15 et 25 ventôse an XIII ; les maîtres de poste obtiennent le monopole de la fourniture des chevaux de relais, imposant une indemnité à ceux qui se passent de leurs services[6].
- 9 mars : création du Bureau de la presse pour la surveillance des publications et des représentations[3].
- 17 mars : Napoléon devient roi d'Italie[7].
- 30 mars : l’amiral Villeneuve, commandant la flotte franco-espagnole, quitte le port de Toulon pour la Martinique sur ordre de l’empereur, afin d’attirer aux Antilles les croisières britanniques de Nelson et revenir rapidement vers Boulogne pour embarquer l’armée qui franchirait la Manche avant que les escadres britanniques ne puissent l’en empêcher[8]. En revenant vers la Manche, il se heurte à une seconde flotte britannique et doit chercher refuge dans les ports espagnols le 22 juillet. Nelson bloque Villeneuve à Cadix.

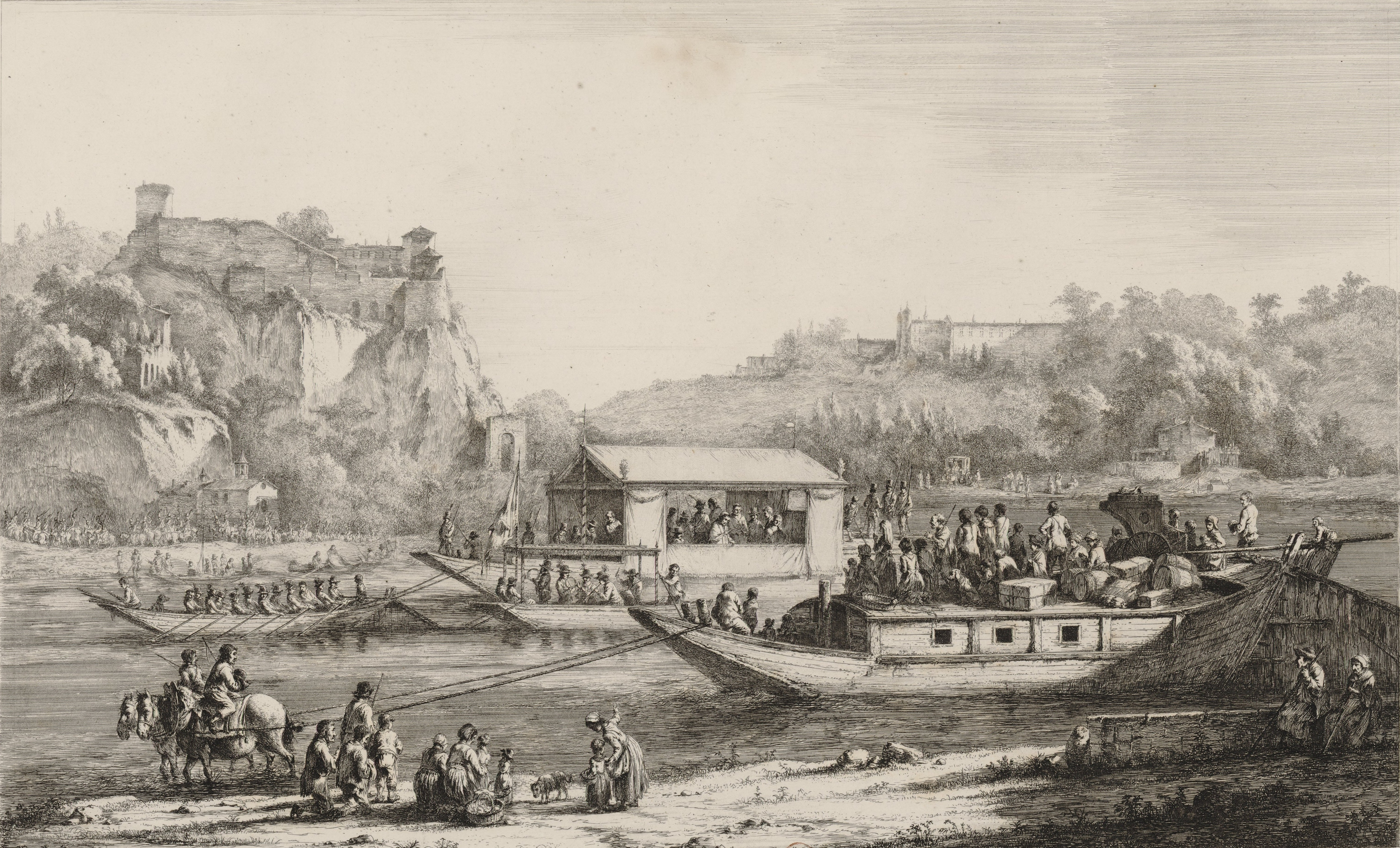
Promenade du pape Pie VII sur la Saône, lors de son passage à Lyon, le 27 avril 1805.

- 11 avril-9 août : troisième Coalition contre Napoléon (Grande-Bretagne, Russie, Autriche, Royaume de Naples et Suède)[9].

- 14 mai : décret du 24 floréal an XIII créant les compagnies de réserve départementales[4].
- 26 mai : couronnement de Napoléon comme roi d'Italie à Milan[10].
- 16 juin-9 août : l'Autriche rejoint l'alliance russo-britannique[10].
- 22 juillet : bataille du Cap Finisterre[3].

- 27 août : Napoléon Ier abandonne le camp de Boulogne avec ses armées et se dirige à marches forcées vers l’Autriche[9].
- 9 septembre : l'Autriche attaque la Bavière[11].
- 27 septembre : la Grande Armée atteint le Rhin[11].
- 14 octobre : victoire d’Elchingen[9].
- 19 octobre : victoire d'Ulm[9].

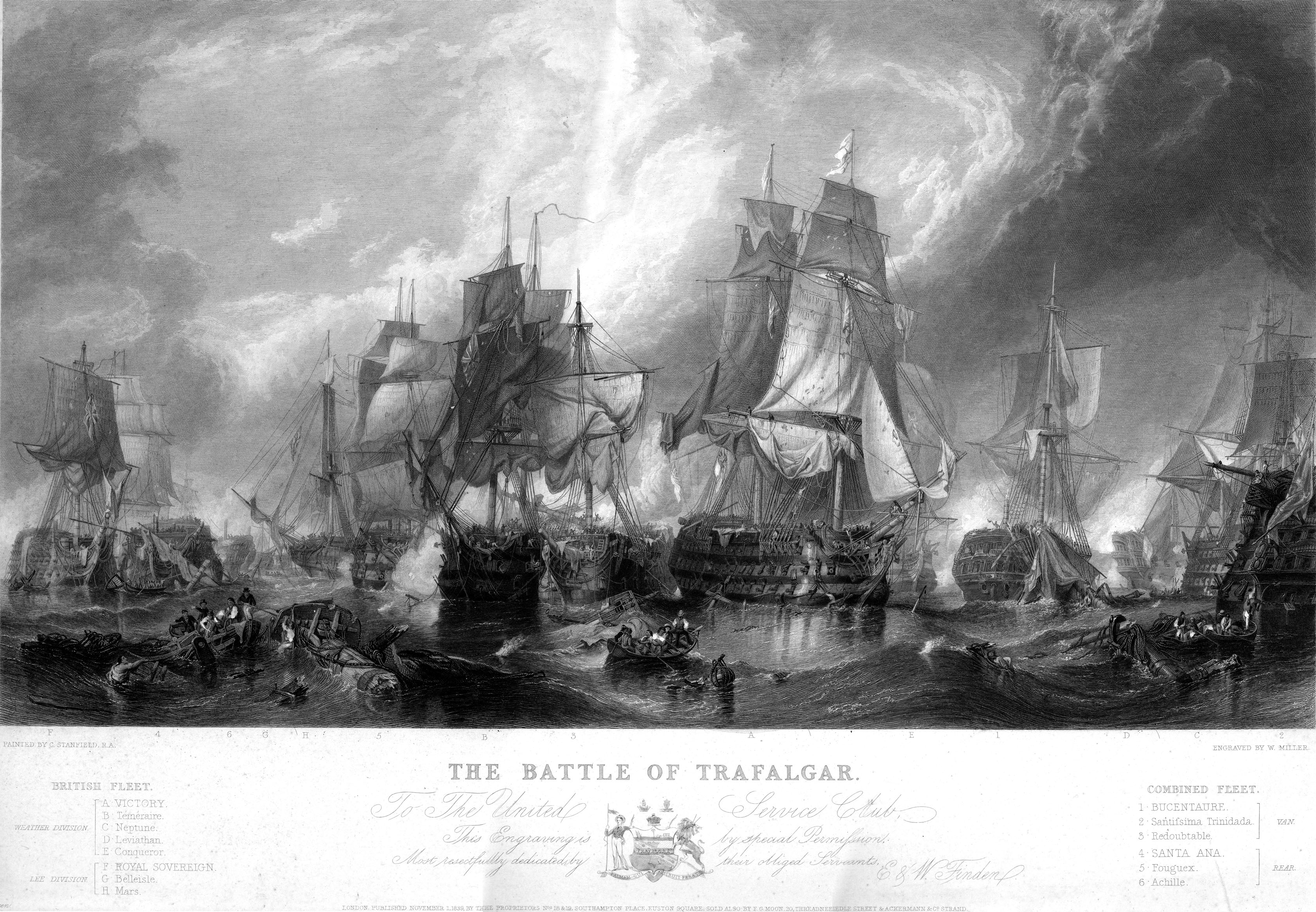
Bataille de Trafalgar.

- 21 octobre : défaite de Trafalgar. L'amiral Nelson est tué dans le combat, mais les Britanniques s'assurent la maîtrise de la mer[12].
- 28 octobre : Napoléon met en place le « trésor de l'armée », alimenté par les prélèvements en territoires ennemis puis par les indemnités de guerre obtenues dans les traités de paix[2].

- 7 novembre : arrêté concernant la promulgation du Code civil à la Martinique « avec les distinctions qui constituent essentiellement le régime colonial ». « En conséquence, sont maintenues toutes les lois qui ont réglé la condition des esclaves, l'état des affranchis et de leurs descendants, et la ligne de démarcation qui a toujours existé entre la classe blanche et les deux autres, ainsi que les lois faites en conséquence de cette distinction. »[13]

- 2 décembre : victoire d'Austerlitz[11].

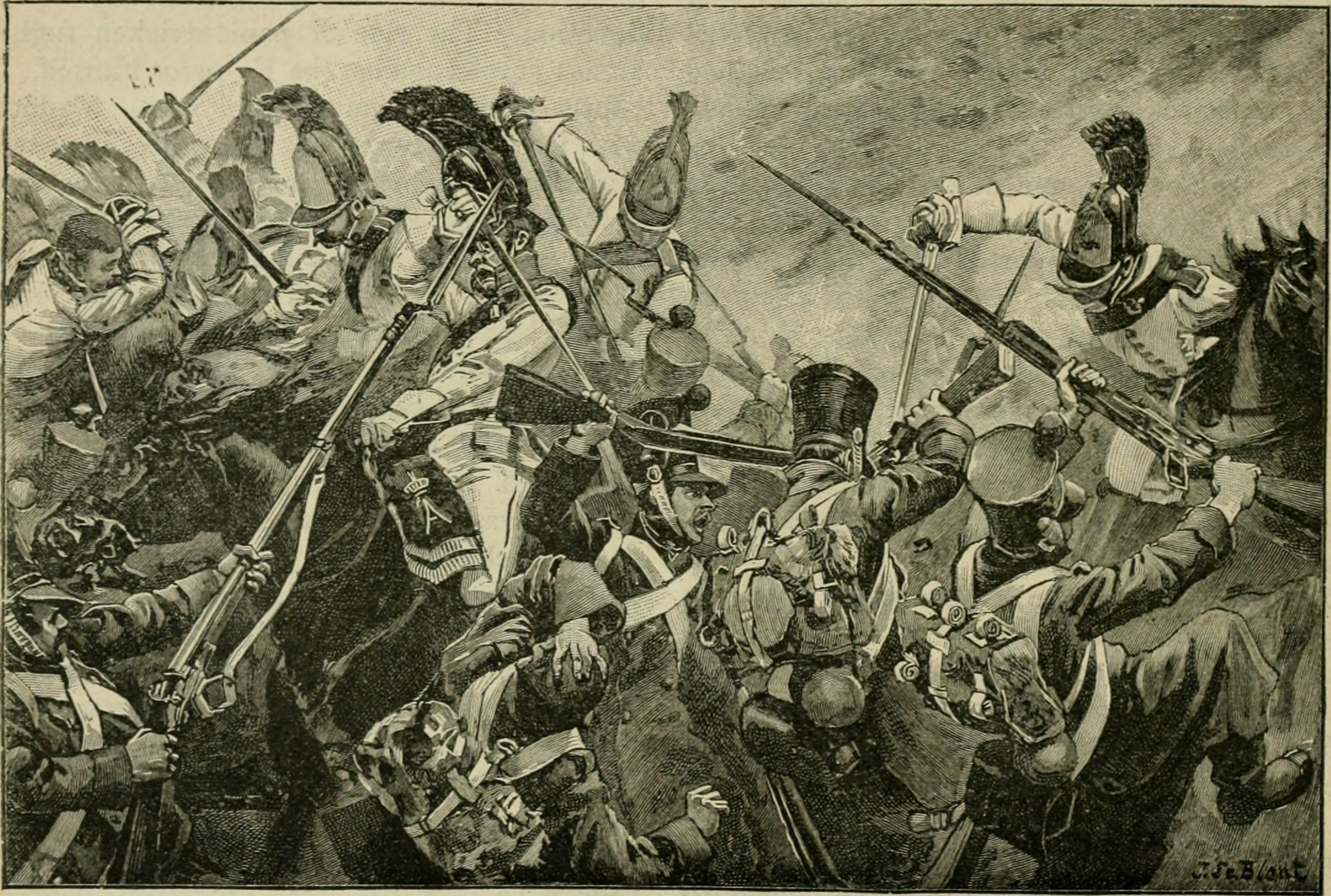
Bataille d'Austerlitz.

- 5 décembre : décret signé à Schönbrunn créant des maisons d'éducation de la Légion d'honneur[14].
- 26 décembre : traité de Presbourg[11].
- 31 décembre : le calendrier républicain est abandonné[15].

## Naissances en 1805
- 13 février : Édouard de Verneuil paléontologue français († 29 mai 1873).
- 27 février : Pharamond Blanchard, peintre d'histoire et de genre, dessinateur, lithographe, illustrateur et écrivain français († 19 décembre 1873).

- 10 juin : Victor Baltard, architecte français († 13 janvier 1874).

- 29 juillet : Alexis de Tocqueville, homme politique et écrivain français († 16 avril 1859).

- 30 août : Jacques Raymond Brascassat, peintre français († 28 février 1867).

- 19 novembre : Ferdinand de Lesseps, diplomate et entrepreneur français († 7 décembre 1894).

- 7 décembre : Jean-Eugène Robert-Houdin, inventeur, producteur de spectacles et magicien français († 13 juin 1871).
- 16 décembre : Isidore Geoffroy Saint-Hilaire, zoologiste français († 10 novembre 1861).

## Décès en 1805
- 17 janvier : Abraham Hyacinthe Anquetil-Duperron, orientaliste français (° 7 décembre 1731).

- 21 mars : Jean-Baptiste Greuze, peintre français (° 21 août 1725).

- 19 juin : Louis Jean François Lagrenée, peintre français (° 30 décembre 1724).

- 21 août : Louis d'Ussieux, écrivain et historien français (° 30 mars 1744).

- 3 décembre : Jean Marie Mellon Roger Valhubert, général français (° 22 octobre 1764).